# Золото (мультфільм, 1966)
«Золото» (рос. «Юбилей (праздник глиняного горшка)») — грузинський радянський мальований мультфільм 1966 року кінорежисера Отара Андронікашвілі.

## Сюжет
Гумористичне осмислення фрази Леніна про те, що при комунізмі із золота робитимуть унітази.

## Нагороди
- Кінофестиваль республік Закавказзя (м. Тбілісі, 1967 рік): Перша премія